# Georg Schreck
Georg Wilhelm Ismael Schreck, född 25 februari 1859 i Tavastehus, död 15 mars 1925 i Tammerfors, var en finländsk arkitekt, framför allt verksam i Tammerfors.
Schreck har bland annat ritat Tammerfors rådhus och Märkets fyr.

## Bilder

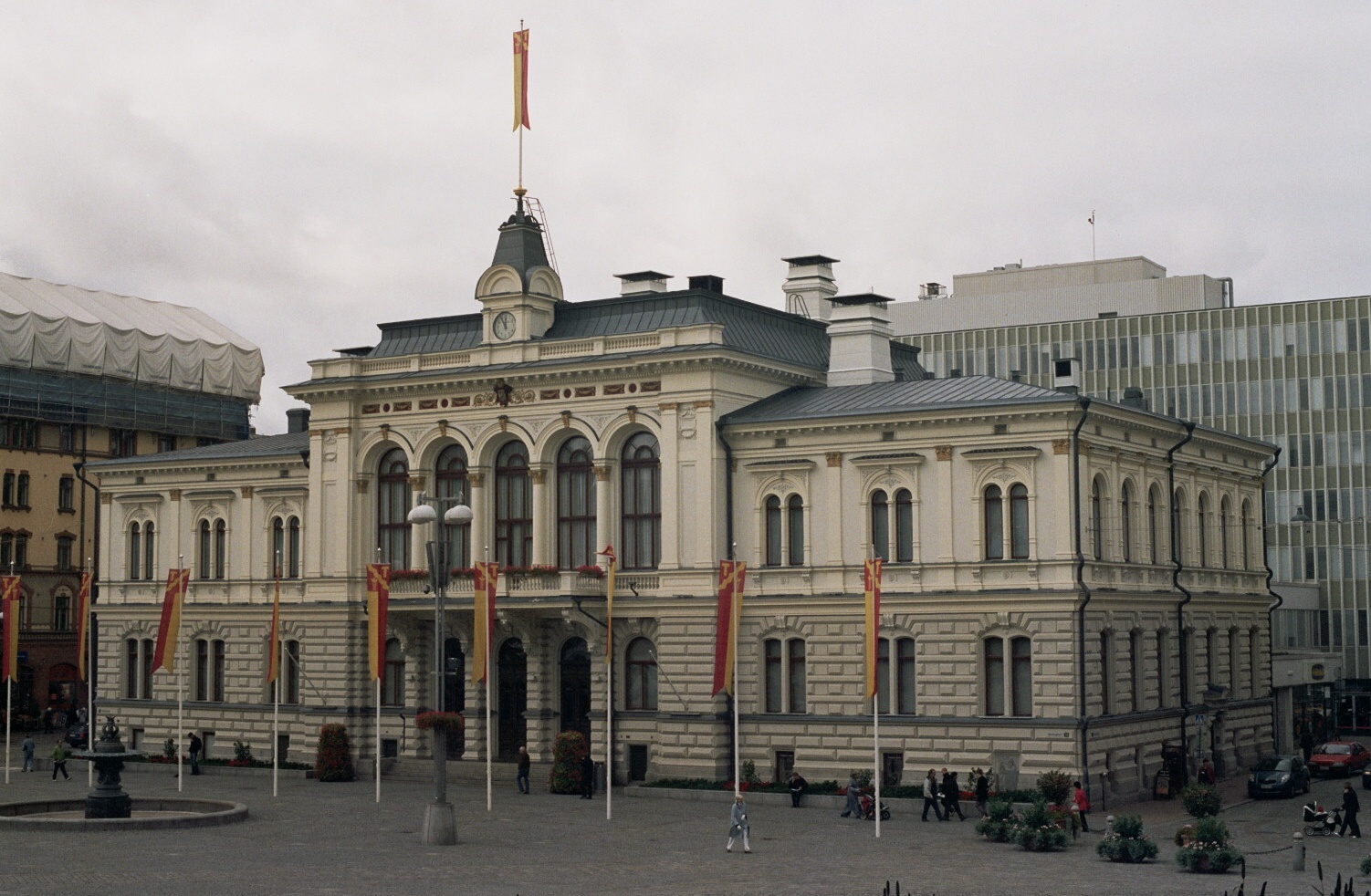
Tammerfors rådhus
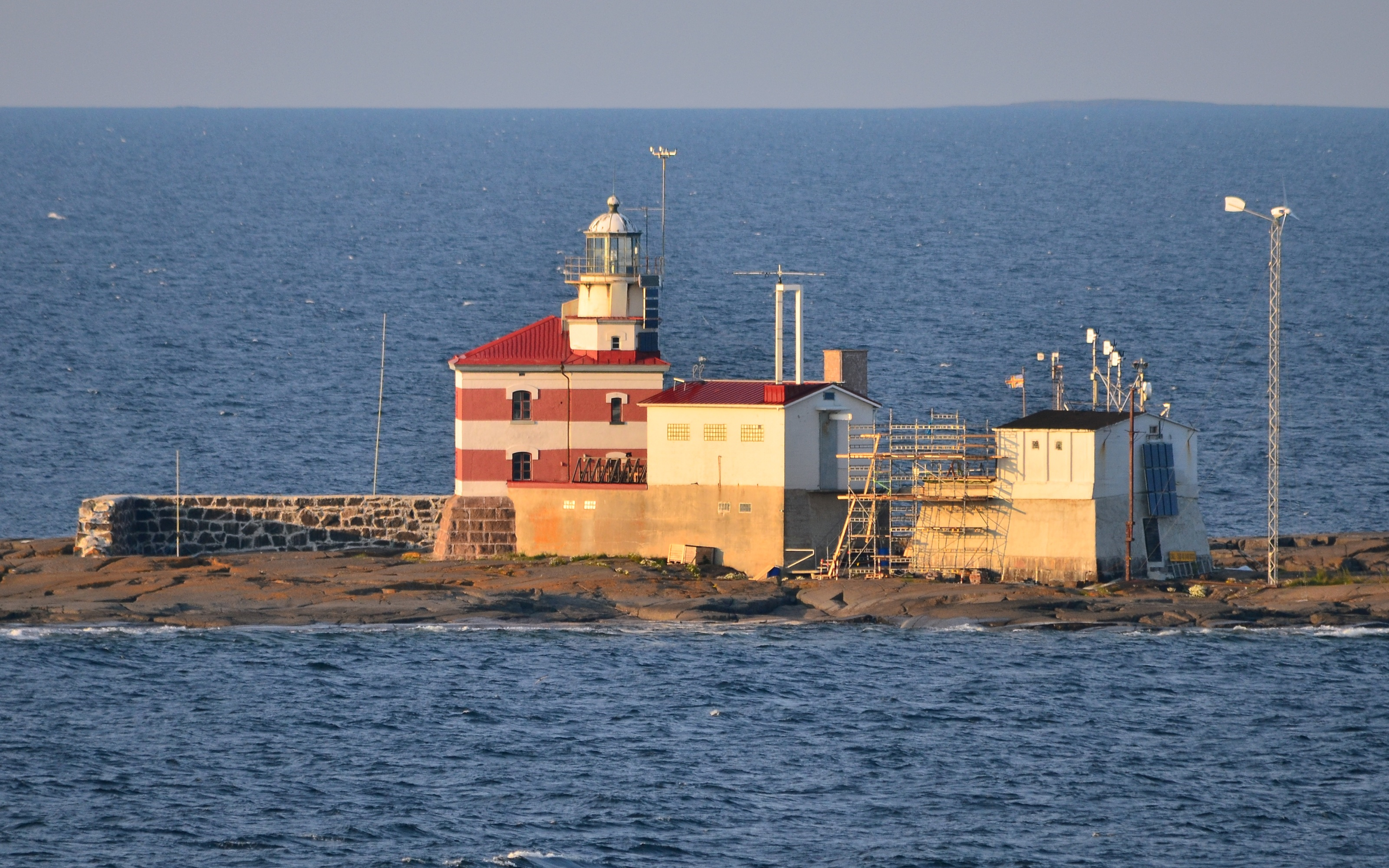
Märkets fyr